# Castanopsis jucunda
Castanopsis jucunda är en bokväxtart som beskrevs av Henry Fletcher Hance. Castanopsis jucunda ingår i släktet Castanopsis och familjen bokväxter. Inga underarter finns listade.